# Pseudaristeus protensus
Pseudaristeus protensus är en kräftdjursart som beskrevs av Pérez Farfante 1987. Pseudaristeus protensus ingår i släktet Pseudaristeus och familjen Aristeidae. Inga underarter finns listade i Catalogue of Life.